# دیار اجدادی (رمان)
دیار اجدادی (اسپانیایی: Patria‎) رمانی اسپانیایی به قلم فرناندو آرامبورو است که در سال ۲۰۱۶ به انتشار رسید. داستان این رمان در روستایی در سرزمین باسک اسپانیا می‌گذرد، جایی‌که سازمان جدایی‌طلب اتا تأثیر زیادی بر زندگی اهالی می‌گذارد. زمان داستان بین ۱۹۸۰ تا ۲۰۱۱ است که سازمان اتا سرانجام پایان فعالیت‌های مسلحانهٔ خود را اعلام کرد.
رمان دیار اجدادی به موفقیت بسیار زیادی نزد مخاطبان و منتقدان رسید و چندین جایزه از جمله جایزهٔ ملی ادبیات اسپانیایی را از آن خود کرد.

## خلاصهٔ داستان
سال‌ها پس از ترور چاتو، مدیر شرکتی در یک روستای کوچک در سرزمین باسک، سازمان اتا که او را به قتل رسانده بود در سال ۲۰۱۱ اعلام آتش‌بس می‌کند. بیتوری، همسر چاتو، که از زمان مرگ او مرتب سر قبرش می‌رفته، حالا با شنیدن خبر پایان فعالیت‌های تروریستی اتا، تصمیم می‌گیرد به روستای خودشان برگردد که سال‌ها پیش به‌خاطر اوضاع سیاسی حاصل از ستم‌های اتا با خانواده‌اش مجبور به ترک آن شده بود. اما با وجودی که بیتوری مخفیانه به روستا بازمی‌گردد، خبر بازگشتش آرامش کاذب اهالی را که زمانی دوستانش بودند برهم می‌زند. در طول رمان، بیتوری در پی یافتن پاسخ‌هایی دربارهٔ چندوچون ترور همسرش است و از سوی دیگر، سرنوشت تک‌تک اعضای دو خانوادهٔ اصلی داستان را دنبال می‌کنیم که این اوضاع سیاسی چگونه بر آن‌ها تأثیر می‌گذارد.

## نظرات منتقدان
دیار اجدادی به موفقیت فوق‌العاده‌ای نزد مخاطبان رسید و به بیش از ۳۰ زبان از جمله فارسی ترجمه شد. منتقدین نیز از این رمان استقبال کردند. خوسه کارلوس ماینر، از روزنامهٔ ال‌پائیس، قلم آرامبورو را ستود که توانسته «دو چهرهٔ جامعهٔ باسک را به نمایش بگذارد». خاویر آلفونسو، از روزنامهٔ والنسیا پلاسا، در نقد خود از این رمان آن را «اثری خوش‌ساخت» می‌خواند و می‌افزاید که آرامبورو «صرفاً داستان یک قتل را بازنمی‌گوید، بلکه جامعهٔ باسک را در سی سال اخیر تصویر می‌کند.» آلفونسو نوشتار آرامبورو را تحسین می‌کند و می‌گوید او «داستان را به‌گونه‌ای گفته که انگار آن را دست‌اول تجربه کرده‌است. او ارزش زیادی هم برای شخصیت‌هایش قائل شده‌است.» ماریو بارگاس یوسا، نویسندهٔ نامدار پرویی، نیز دربارهٔ دیار اجدادی می‌نویسد: «خیلی وقت بود کتابی نخوانده بودم که چنین پردازش خلاقانه‌ای داشته باشد و تا این حد گیرا و تأثیرگذار باشد. این داستان سندی شیوا بر برهه‌ای از تاریخ نیز هست.» منتقدان انگلیسی‌زبان نیز از این رمان استقبال کردند. پابلیشرز ویکلی می‌نویسد: «شخصیت‌ها زیاد است -دو مادر، شوهرانشان، پنج فرزندشان، همسران آن‌ها و نوه‌ها، اما داستان زندگی هریک از آن‌ها استادانه تصویر می‌شود و تک‌تکشان می‌کوشند به هر شکل ممکن از خشونت بگریزند، چه با مهاجرت، چه الکل و چه عشق. رمان فوق‌العادهٔ آرامبورو سیمای صادقانه و همدلانه‌ای از رنج و بخشش، خانه و خانواده است.»

## جوایز
دیار اجدادی حدود ۱۵ جایزهٔ ملی و بین‌المللی را به خود اختصاص داد که از آن میان می‌توان از موارد زیر نام برد:
- جایزهٔ منتقدین (۲۰۱۶)[۱۱]
- جایزهٔ فرانسیسکو اومبرال (۲۰۱۷)[۱۲]
- جایزهٔ ملی ادبیات روایی (۲۰۱۷)[۱۳]
- جایزهٔ دولسه چاکُن (۲۰۱۷)[۱۴]
- جایزهٔ ادبی جوزپه تومازی دی لامپه‌دوزا (۲۰۱۸)[۱۵]
- جایزهٔ ادبی استرگا (۲۰۱۸)[۱۶]
- جایزهٔ فرهنگ مدیترانه‌ای (۲۰۱۸)[۱۷]

## سریال دیار اجدادی
اواخر سپتامبر ۲۰۱۷، شبکهٔ اچ‌بی‌او اسپانیا ساخت سریالی بر اساس رمان دیار اجدادی را اعلام کرد. مسئولیت ساخت این سریال با شرکت آلدئا مدیا بود و آیتور گابیلوندو کارگردانی آن را به عهده داشت.

## ترجمه به فارسی
- فرناندو آرامبورو (۱۴۰۰). دیار اجدادی. ترجمهٔ علیرضا شفیعی‌نسب. تهران: نشر خوب. شابک ‫‭۹۷۸-۶۲۲-۶۹۸۳-۹۶-۹‬‬‬ مقدار |شابک= را بررسی کنید: invalid character (کمک).[۱۹]